# Xylota segnis
Xylota segnis (deutsche Bezeichnung Gemeine Langbauchschwebfliege) ist eine Fliegenart aus der Familie der Schwebfliegen (Syrphidae). Sie ist die häufigste Art der Gattung Xylota.

## Namensherkunft
Der wissenschaftliche Name setzt sich aus der latinisierten Form des seltenen byzantinisch-griechischen ξυλωτή [xsylōtē] /k͜sulɔːtɛː̌/ „hölzern, Holz-“ und lateinisch segnis „träge, lässig“ zusammen. Beiden Adjektiven ist lateinisch musca „Fliege“ zu ergänzen, sodass sich als Übersetzung des Taxons „träge Holzfliege“ ergibt. Der von ξύλον [xylon] /k͜sǔlon/ „Holz“ abgeleitete Teil des Gattungsnamens steht laut der Benennung durch Johann Wilhelm Meigen im Jahre 1822 für den Lebensraum der Larven.

## Merkmale

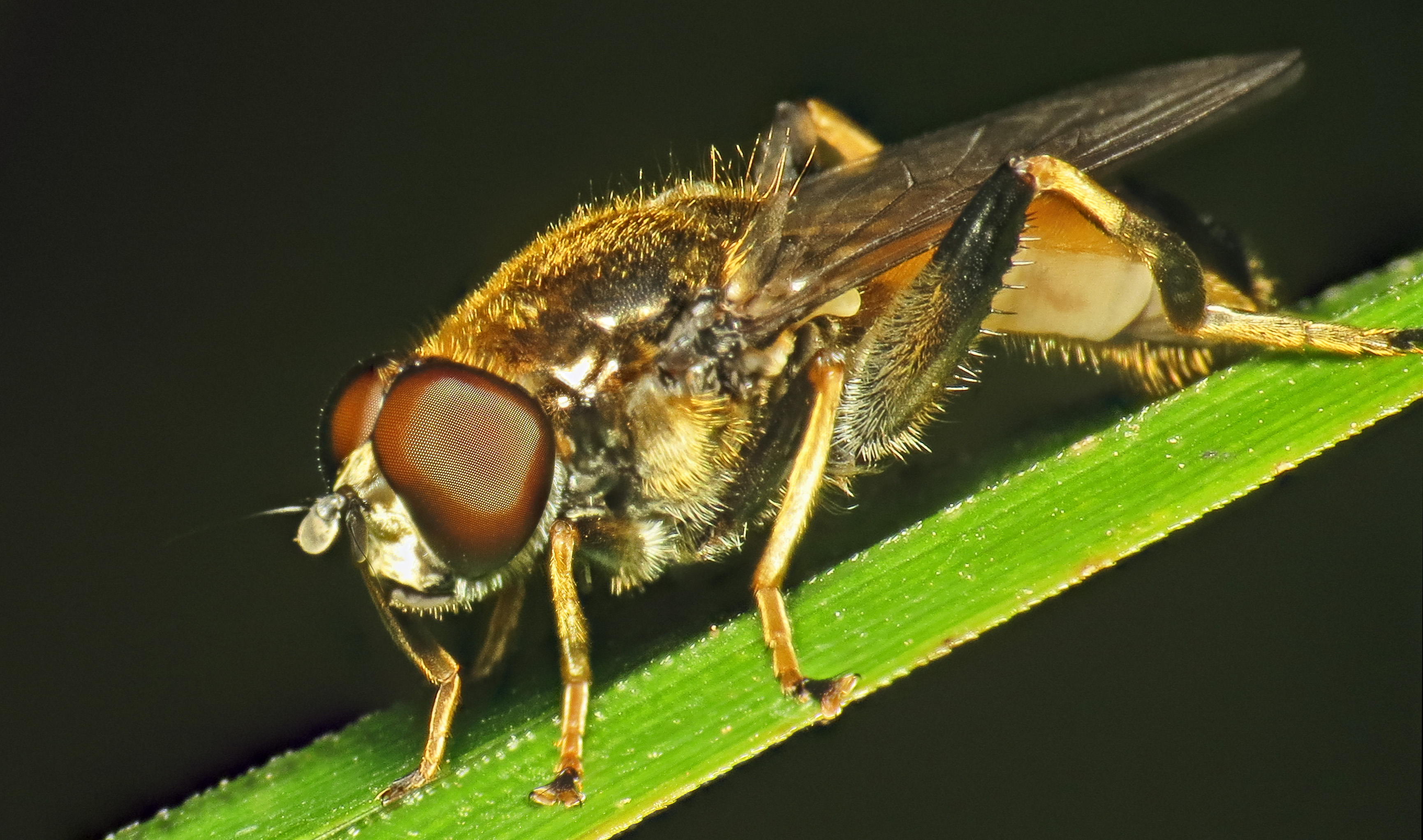
Gut zu sehen ist hier die kammartige Dornenreihe an den verdickten Hinterschenkeln

Längliche Art mit einer Körperlänge von 10–13 mm. Scheitel bläulich-schwarz glänzend sowie gelb behaart. Die an den Augenrändern hell behaarte Stirn (Frons) sowie das Gesicht ist hell bestäubt. Die Fühler einschließlich Arista sind dunkel. Das Mesonotum und das Schildchen sind metallisch glänzend. Die Pleuren sind hell bestäubt. Der Hinterleib ist schwarz, das zweite und dritte Segment rötlich mit schwarzer Mittellinie. Die Beine haben eine gelbschwarze Zeichnung und eine kammartige Dornenreihe an den verdickten Hinterschenkeln. Die Flügel sind leicht bräunlich mit einem braunen Flügelmal (Pterostigma), die Schwingkölbchen (Halteren) sind hellgelb. 

Die weißgelben Larven haben eine Länge von 8–12 mm. Sie sind von länglicher reiskornförmiger Gestalt und kurzschwänzig. Am Analsegment befindet sich ein kurzes, breites Atemrohr sowie 6 paarweise angeordnete Hautlappen.

## Verwechslung
Die Gemeine Langbauchschwebfliege kann mit der Schwarzfuß-Langbauchschwebfliege (Brachypalpoides lentus) verwechselt werden, die aber dunkle Beine ohne Zeichnung und keine bedornten Hinterschenkel besitzt.

## Vorkommen
Die Art ist in Europa mit Ausnahme des Hohen Nordens, in Nordafrika, Sibirien bis zur Pazifikküste, Japan sowie in Nordamerika verbreitet. In Mitteleuropa ist sie im Gebirge nicht selten. Sie bevorzugt Wald und ist am Waldrand und an Lichtungen anzutreffen, kommt aber auch als Kulturfolger in Gärten und Parkanlagen vor. Die Tiere fliegen in Mitteleuropa von Mai bis September mit einem Höhepunkt im Juni.

## Lebensweise
Im Gegensatz zu den Weibchen, die sich auf der Suche nach geeigneten Eiablageplätzen vom Schlupfort entfernen (Dismigration), zeigen die Männchen ein starkes Territorialverhalten. Man kann die Art oft beobachten wie sie schnell und unruhig auf besonnten Blättern oder Baumstümpfen umherlaufen, um dort Blütenstaub von der Oberfläche zu sammeln. Blütenstaubkörner aus dem Kot von anderen Syrphiden werden ebenfalls als Nahrung akzeptiert. Sie sind schnelle Flieger und wenn auch selten, Blütenbesucher an Haselnuss, Himbeere, Weißdorn und Zypressenwolfsmilch. Die Art ist polyvoltin mit bis zu drei Generationen pro Jahr. 

Die saprophagen Larven sind unter der Rinde von morschen Baumstämmen, an Stellen von ausfließendem Baumsaft, an verrottendem Sägemehl sowie an sich zersetzendem Gemüse anzutreffen. Sie überwintern und verpuppen sich im Frühjahr. Die Larven werden von Schlupfwespen der Art Rhembobius perscrutator parasitiert.